# Campionati del mondo di ciclismo su pista - Keirin maschile
Il keirin maschile è una delle prove inserite nel programma dei campionati del mondo di ciclismo su pista. Si corre dall'edizione del 1980. Fino al 1992 era riservato ai professionisti, dal 1993 è una gara open, aperta cioè a professionisti e dilettanti.

## Albo d'oro
Aggiornato all'edizione 2023.
| Anno | Vincitore         | Secondo                 | Terzo                             |  |
| ---- | ----------------- | ----------------------- | --------------------------------- |  |
| 1980 | Danny Clark       | Daniel Morelon          | Niels Fredborg                    |  |
| 1981 | Danny Clark       | Guido Bontempi          | Chiyoshi Kubo                     |  |
| 1982 | Gordon Singleton  | Danny Clark             | Tetsu Kitamura                    |  |
| 1983 | Urs Freuler       | Danny Clark             | Gibby Hatton                      |  |
| 1984 | Robert Dill-Bundi | Ottavio Dazzan          | Urs Freuler                       |  |
| 1985 | Urs Freuler       | Ottavio Dazzan          | Masamitsu Takizawa Dieter Giebken |  |
| 1986 | Michel Vaarten    | Dieter Giebken          | Urs Freuler                       |  |
| 1987 | Harumi Honda      | Claudio Golinelli       | Urs Freuler                       |  |
| 1988 | Claudio Golinelli | Ottavio Dazzan          | Michel Vaarten                    |  |
| 1989 | Claudio Golinelli | Patrick da Rocha        | Masatoshi Sako                    |  |
| 1990 | Michael Hübner    | Michel Vaarten          | Claudio Golinelli                 |  |
| 1991 | Michael Hübner    | Claudio Golinelli       | Fabrice Colas                     |  |
| 1992 | Michael Hübner    | Stephen Pate            | Frédéric Magné                    |  |
| 1993 | Gary Neiwand      | Marty Nothstein         | Toshimasa Yoshioka                |  |
| 1994 | Marty Nothstein   | Michael Hübner          | Federico Paris                    |  |
| 1995 | Frédéric Magné    | Michael Hübner          | Federico Paris                    |  |
| 1996 | Marty Nothstein   | Gary Neiwand            | Frédéric Magné                    |  |
| 1997 | Frédéric Magné    | Jean-Pierre van Zyl     | Marty Nothstein                   |  |
| 1998 | Jens Fiedler      | Ainars Kiksis           | Laurent Gané                      |  |
| 1999 | Jens Fiedler      | Anthony Peden           | Frédéric Magné                    |  |
| 2000 | Frédéric Magné    | Jens Fiedler            | Pavel Buran                       |  |
| 2001 | Ryan Bayley       | Laurent Gané            | Jens Fiedler                      |  |
| 2002 | Jobie Dajka       | José Antonio Villanueva | René Wolff                        |  |
| 2003 | Laurent Gané      | Jobie Dajka             | non assegnato                     |  |
| 2004 | Jamie Staff       | José Antonio Escuredo   | René Wolff                        |  |
| 2005 | Teun Mulder       | Barry Forde             | Shane Kelly                       |  |
| 2006 | Theo Bos          | José Antonio Escuredo   | Arnaud Tournant                   |  |
| 2007 | Chris Hoy         | Theo Bos                | Ross Edgar                        |  |
| 2008 | Chris Hoy         | Teun Mulder             | Christos Volikakis                |  |
| 2009 | Maximilian Levy   | François Pervis         | Teun Mulder                       |  |
| 2010 | Chris Hoy         | Azizulhasni Awang       | Maximilian Levy                   |  |
| 2011 | Shane Perkins     | Chris Hoy               | Teun Mulder                       |  |
| 2012 | Chris Hoy         | Maximilian Levy         | Jason Kenny                       |  |
| 2013 | Jason Kenny       | Maximilian Levy         | Matthijs Büchli                   |  |
| 2014 | François Pervis   | Fabián Puerta           | Matthijs Büchli                   |  |
| 2015 | François Pervis   | Edward Dawkins          | Azizulhasni Awang                 |  |
| 2016 | Joachim Eilers    | Edward Dawkins          | Azizulhasni Awang                 |  |
| 2017 | Azizulhasni Awang | Fabián Puerta           | Tomáš Bábek                       |  |
| 2018 | Fabián Puerta     | Tomoyuki Kawabata       | Maximilian Levy                   |  |
| 2019 | Matthijs Büchli   | Yudai Nitta             | Stefan Bötticher                  |  |
| 2020 | Harrie Lavreysen  | Yuta Wakimoto           | Azizulhasni Awang                 |  |
| 2021 | Harrie Lavreysen  | Jeffrey Hoogland        | Michail Jakovlev                  |  |
| 2022 | Harrie Lavreysen  | Jeffrey Hoogland        | Kevin Quintero                    |  |
| 2023 | Kevin Quintero    | Matthew Richardson      | Shinji Nakano                     |  |

## Medagliere
| Pos.   | Paese                 | Oro | Argento | Bronzo | Totale |
| ------ | --------------------- | --- | ------- | ------ | ------ |
| 1      | Australia             | 6   | 6       | 1      | 13     |
| 2      | Germania              | 6   | 5       | 6      | 17     |
| 3      | Francia               | 6   | 4       | 6      | 16     |
| 4      | Paesi Bassi           | 6   | 4       | 4      | 14     |
| 5      | Gran Bretagna         | 6   | 1       | 2      | 9      |
| 6      | Svizzera              | 3   | 0       | 3      | 6      |
| 7      | Italia                | 2   | 6       | 3      | 11     |
| 8      | Stati Uniti           | 2   | 1       | 2      | 5      |
| 9      | Giappone              | 1   | 3       | 5      | 9      |
| 10     | Colombia              | 1   | 2       | 1      | 4      |
| 11     | Malaysia              | 1   | 1       | 3      | 5      |
| 12     | Belgio                | 1   | 1       | 1      | 3      |
| 13     | Canada                | 1   | 0       | 0      | 1      |
| 13     | Germania Est          | 1   | 0       | 0      | 1      |
| 15     | Spagna                | 0   | 3       | 0      | 3      |
| 16     | Nuova Zelanda         | 0   | 2       | 0      | 3      |
| 17     | Germania Ovest        | 0   | 1       | 1      | 2      |
| 18     | Barbados              | 0   | 1       | 0      | 1      |
| 18     | Lettonia              | 0   | 1       | 0      | 1      |
| 18     | Sudafrica             | 0   | 1       | 0      | 1      |
| 21     | Rep. Ceca             | 0   | 0       | 2      | 2      |
| 22     | Danimarca             | 0   | 0       | 1      | 1      |
| 22     | Grecia                | 0   | 0       | 1      | 1      |
| 22     | Fed. Ciclistica Russa | 0   | 0       | 1      | 1      |
| Totale | Totale                | 43  | 43      | 43     | 129    |

| Pos. | Atleta            | Oro | Argento | Bronzo | Totale |
| ---- | ----------------- | --- | ------- | ------ | ------ |
| 1    | Chris Hoy         | 4   | 1       | 0      | 5      |
| 2    | Michael Hübner    | 3   | 2       | 0      | 5      |
| 3    | Frédéric Magné    | 3   | 0       | 3      | 6      |
| 4    | Harrie Lavreysen  | 3   | 0       | 0      | 3      |
| 5    | Claudio Golinelli | 2   | 2       | 1      | 5      |
| 6    | Danny Clark       | 2   | 2       | 0      | 4      |
| 7    | Jens Fiedler      | 2   | 1       | 1      | 4      |
| 7    | Marty Nothstein   | 2   | 1       | 1      | 4      |
| 9    | François Pervis   | 2   | 1       | 0      | 3      |
| 10   | Urs Freuler       | 2   | 0       | 3      | 5      |